# Gare de Fertőszentmiklós
La gare de Fertőszentmiklós (en hongrois : Fertőszentmiklós vasútállomás) est une halte ferroviaire hongroise, située à Fertőszentmiklós.